# Empoasca liberiana
Empoasca liberiana är en insektsart som beskrevs av Irena Dworakowska 1981. Empoasca liberiana ingår i släktet Empoasca och familjen dvärgstritar.
Artens utbredningsområde är Liberia. Inga underarter finns listade i Catalogue of Life.